# Dưa hấu nhỏ México
Dưa hấu nhỏ Mexico, tên khoa học Melothria scabra, là một loài cây leo ăn trái. Trái của nó có kích thước của nho, hương vị như dưa chuột với chút chua. Chúng còn được gọi là dưa hấu chuột, dưa chuột chua Mexico, cucamelon.
Cây này có nguồn gốc ở Mexico và Trung Mỹ, nơi nó được gọi là sandita. Nó được cho là đã được một cây trồng thuần hóa trước khi bắt đầu tiếp xúc phương Tây.